# Karol Šovánka
Karl Sovanka (Karol Šovánka ; né le 7 mars 1893 à Uhrovec, près de Trenčín, Royaume de Hongrie, et  mort en 1961 à Östringen, Allemagne de l’Ouest) était un peintre et sculpteur slovaque. Il est mondialement connu pour ses peintures d'animaux et de scènes de chasse.
Lié à la ville de Kežmarok, Royaume de Hongrie, il a étudié à Budapest (professeur Ľudovít Mátray), Bruxelles (professeur van der Stappen) et à Paris. Il était membre de l'Association des peintres slovaques de Bratislava.
Sovanka peignait des paysages, des animaux et des scènes de chasse en extérieur, et il a aussi réalisé des sculptures et des verres. Lors d'une exposition à Prague, en 1931, il a notamment proposé ses œuvres "Fox in the winter" (Un renard en hiver), "Dogs with boar" (Chiens avec un sanglier). Outre la Slovaquie et Prague, il a aussi exposé ses œuvres à Brno (Tchécoslovaquie et Budapest).
Autres peintures connues : Tatras Countryside (Paysage des Tatras).